# 寺本英
寺本 英（てらもと えい、1925年2月15日 - 1996年2月7日）は、日本の生物物理学者。日本の数理生物学の実質創始者。本人は生物物理学を称する。湯川の弟子で、林忠四郎が宇宙物理を、寺本が生物物理を開拓した二大巨頭であった。

島根県出身。1965年、京都大学教授。1967年、生物物理学会会長。京都大学退官後、龍谷大学教授を務め、在職中に70歳で死去。

## 業績
日本の数理生物学の実質創始者であり、第一人者であった。

### 指導者として
寺本は日本の生物学、進化論を、現在の進化の総合説に革新した。その契機となったのは、５７歳の寺本英を代表として文部省の特定研究プロジェクト「生物の適応戦略と社会構造」1982年により、多くの若手を引き込んで研究を遂行したことによる。
それまでは、集団を単位に分析がなされていたが、これ以後、個体を単位に、生物の集団(生態学)、進化を捉える方向に変わった。
集団を中心とする見方は、今西錦司を頭に、生態学、霊長類学など、多くの成果を生んでいたが、寺本を中心とする若手が反旗を翻した。ただ、寺本自身は、今西の弟子の筆頭格である梅棹忠夫のオタマジャクシに関する数理研究を発展させ、多くの論文を書くなど、今西の孫弟子ともいえる存在でもあった。

#### ノーベル賞
コンピューターのない戦後間もないころ、手計算で生物学の理論を確立した。一方、アメリカで同じ試みを、コンピューターで計算した学者はノーベル賞を取ったという。国力の差が、業績の差になる一例である。

## 人物
- 物理学から数理生物学の開拓に乗り出したように、広く興味を広げ、多くの弟子を育てる。固定観念にとらわれない点は、研究室が畳の部屋になっていたことにも現れていた。獅子のような顔をした、でも優しい人物で、晩年の本に、自らの京都の風景のスケッチを載せている。湯川秀樹との対談中、湯川が生物理学はどうかと言い、検討したが、生物物理にしたと答えている[3]。
- 文化人類学における文明論的研究で知られる梅棹忠夫が動物生態学を研究分野の主軸に置いていた時期に先駆的な数理生態学研究として発表した「オタマジャクシの群れ」理論の、更なる展開もはかっている。梅棹には、他に宗教のウイルス説があり、ミーム（文化遺伝子）より早い。日本の学者は、海外を尊崇する性癖があり、梅棹を発展させなかった。文明論の梅棹を数理生物学の寺本が発展させたのと比較し、日本の社会学者は恥じるべきであろう。
- 太陽エネルギーの流れから、生態学を再構成することを『無限・カオス・ゆらぎ―物理と数学のはざまから』で述べている。
- 数理社会学が日本に根付いていない時期、関連図書の翻訳を通し、数理社会学の確立を側面から援助した。
- ジップ分布・冪分布がまだ一般には知られていず、学会の大きなテーマ、課題となるはるか以前、『無限・カオス・ゆらぎ―物理と数学のはざまから』で、ジップ分布(＝べき分布)の研究結果を一般に知らしめた。それは、べき分布をシミュレーションで再現し、そのひとつの解を得たものである。

　　　*この本は、数理、特に確率での興味ある問題を扱っている。この複数の著者らは、当時、学会を指導する最先端のリーダーであった。

## 著書・訳書

### 単著
- 1990年 『ランダムな現象の数学』 吉岡書店 ISBN 4842702273
- 1985年 『生命科学シティー・セミナー (1) 』 培風館 ISBN 4563038296
- 1975年 『生命のなぞをたずねて―小さな道化師の役割 (ちくま少年図書館 27) 』 筑摩書房 ISBN 4480040277
- 1974年 『化学におけるランダムプロセス 共立化学ライブラリー〈9〉』 共立出版
- 1973年 『エネルギーとエントロピー (化学モノグラフシリーズ (25))』 化学同人 ISBN 4759803254

### 共著
- 1985年 『無限・カオス・ゆらぎ―物理と数学のはざまから』 培風館 ISBN 4563020303
- 1997年 『数理生態学』 朝倉書店 ISBN 4254171005

当書籍の執筆中に寺本が亡くなった。残りを弟子達が協力して完成させた。

### 訳書
- 1989年 『生物学におけるランダムウォーク (りぶらりあ選書) 』 ハワード・C. バーグ (著) 佐藤俊輔との共訳 法政大学出版局 ISBN 4588021206
- 1986年 『社会学の数学モデル』 W. ワイドリッヒ (著), G. ハーグ (著) 重定南奈子、中島久男との共訳 東海大学出版会 ISBN 4486009193
- 1985年 『進化とゲーム理論―闘争の論理』 J. メイナード・スミス (著) 梯正之との共訳 産業図書 ISBN 4782815018
- 1981年 『自然と遊戯―偶然を支配する自然法則』 M. アイゲン (著), R. ヴィンクラー (著) 東京化学同人 ISBN 4807901796
- 1980年 『生化学者のための物理化学』 R.A. ドゥウェック (著) 中島久男との共訳 講談社
- 1978年 『生物とエネルギー』 L. プーズナー (著) 西崎友一郎との共訳 培風館
- 1978年 『生物学における確率過程の理論』 N. リヒターディン (著) 産業図書